# Cheick Ousmane Diakité
Ousmane Diakité, né le 1er janvier 1956 à Odienné, dans la région de Kabadougou située au nord-ouest de la Côte d'Ivoire, est un imam ivoirien. Il est l'actuel président du Conseil supérieur des Imams, des mosquées et des affaires islamiques de Côte d'Ivoire (Cosim) depuis 2021.

## Biographie

### Naissance et formation
Ousmane Diakité naît le 1er  janvier 1956 à Odienné au nord-ouest de la Côte d'Ivoire. Après avoir fait ses études primaires et secondaires à l’école Dar-El Hadits de Bouaké au centre du pays, il suit une formation en langue française à l’université des Sciences Humaines de Strasbourg en France, au sein du département des langues, entre 1977 et 1979. Puis, à partir de 1979, il rejoint la faculté de droit et sciences politiques de l’Université Mohamed V de Rabat au Maroc, où il obtient en 1983 une Maîtrise en droit public avec option en administration intérieure.

### Parcours professionnel
À son retour en Côte d'Ivoire, Ousmane Diakité exerce les fonctions de professeur d'arabe et de français pendant 2 ans de 1984 à 1986 au groupe scolaire Mamadou Coulibaly à Odienné dans sa ville natale, avant de devenir fonctionnaire au Ministère de l'Intérieur en tant que secrétaire Général de Mairie de 1986 à 2016. Depuis 2014, il est membre de la commission centrale de la Commission Électorale Indépendante (CEI) de la Côte d'Ivoire, en qualité de représentant de la Communauté Musulmane.

## Imam
Depuis 1988 à ce jour, Ousmane Diakité est membre de la Ligue Islamique de prédicateurs en Côte d’Ivoire (LIPCI). En 1990, il fonde le Comité Musulman de l’encadrement de la jeunesse musulmane du département d’Odienné,. Depuis 2017 et jusqu’à aujourd’hui, il est membre de la Fondation Mohammed VI des oulémas africains, section Côte d’Ivoire.

### Président du Conseil Supérieur islamique des mosquées et des affaires islamiques de Côte d'Ivoire
Au sein du Conseil Supérieur islamique des mosquées et des affaires islamiques de Côte d'Ivoire (Cosim), Cheick Ousmane Diakité occupe pendant 14 ans, de  2007 à 2021, le poste de secrétaire exécutif du bureau national.
En 2021, à la mort de Cheick Mamadou Traoré, président du Cosim, Ousmane Diakité devient son successeur. Il occupe désormais le poste d'Imam principal de la grande mosquée de la Riviera-Bonoumin, située dans la commune de Cocody. Sa nomination en tant que nouveau président du Conseil supérieur des Imams, des mosquées et des affaires islamiques a été approuvée à l'unanimité par ses pairs lors du collège électoral qui s'est tenu le même jour.